# Соловйов Ігор Олександрович
І́гор Олекса́ндрович Соловйо́в, позивний «Шкєт» (23 жовтня 1999, Довжанськ, Луганська область — 11 квітня 2022, Маріуполь) — український військовий, учасник російсько-української війни.

## Біографія
Ігор народився в місті Довжанськ Луганської області. До 5-го класу навчався у місцевій школі № 6, після чого вступив до Кадетського корпусу імені І. Г. Харитоненка в місті Суми, а далі навчався в Луганській гімназії № 60. З дитинства займався плаванням і футболом, а також любив тварин, тому пішов навчатися до кінологічного коледжу, де здобув професію кінолога. У Луганську грав у футбол в одній з місцевих команд.
В 2019 році переїхав до Києва та почав відвідувати фанатський сектор луганської «Зорі».
У травні 2020 року Соловйов став бійцем Окремого загону спеціального призначення НГУ «Азов», брав участь у спортивних змаганнях як представник полку. Служив на посаді оператора 2-го протитанкового відділення взводу вогневої підтримки 1-ї роти оперативного призначення 1-го батальйону оперативного призначення окремого загону спеціального призначення «Азов» НГУ. Повномасштабне вторгнення Ігор зустрів разом із побратимами в Маріуполі, де став обороняти місто.
Останнє повідомлення з оточеного міста батьки хлопця отримали 20 березня, а 11 квітня 2022 року Ігор Соловйов загинув під час боїв внаслідок уламкового поранення в живіт, яке виявилося несумісним з життям. Звістку про смерть захисника України його рідні отримали тільки 24 квітня. Наступного дня нагороджений орденом «За мужність» ІІІ ступеня (посмертно).
Похований на Лук'янівському цвинтарі в Києві.